# 马莉莉
馬莉莉（1949年2月8日—），江蘇常州人，中国滬劇演員，一級演員。現任上海滬劇院副院長，上海市文聯委員、上海市政協委員。

## 生平
1960年入楊浦區藝校滬劇班。1964年畢業後進愛華滬劇團；1973年轉上海滬劇團（今上海滬劇院）。曾先後主演過《紅燈記》、《女兒的回憶》、《張志新之死》、《尋娘記》、《日出》、《啼笑因緣》、《雷雨》、《霧中人》、《風雨同齡人》、《宋慶齡在上海》、《石榴裙下》等劇碼。

## 榮譽
- 1988年獲滬劇界中年演員聲屏大賽「十佳」稱號
- 1982年、1991年先後兩次獲得「三八紅旗手」稱號
- 1990年獲首屆上海白玉蘭戲劇表演主角獎
- 1993年獲第三屆中國戲劇節優秀演員獎
- 1994年獲第十一屆中國戲劇梅花獎
- 1994年獲首屆寶鋼高雅藝術獎；
- 1995年獲第三屆中國「金唱片獎」；
- 1991年獲國務院頒發的政府特殊津貼；
- 1993年獲國家文化部頒發的「優秀專家」稱號；還曾被評為全國文化系統先進工作者。